# دون إينوك
دون إينوك (بالإنجليزية: Don Enoch)‏ هو سياسي أمريكي، ولد في 22 يونيو 1916 في الولايات المتحدة، وتوفي في 24 يونيو 2010.